# ISO/IEC 12207
ISO/IEC/IEEE 12207は国際標準化機構/国際電気標準会議/IEEEが制定するソフトウェアライフサイクルプロセスに関する規格である。ソフトウェアの開発や保守に関わる活動全般の標準を定義することを目的としている。規格番号は12207、名称は「Systems and software engineering — Software life cycle processes」である。
対応する日本産業規格は「JIS X 0160 ソフトウェアライフサイクルプロセス」である。

## 概要
ISO/IEC/IEEE 12207はソフトウェアのライフサイクルを定義しており、システム上のサービスの入手や構成に関わる活動やプロセスも含まれる。各プロセスには必ずその出力となるものが定義されている。実際には 23種類のプロセス、95種類の活動、325種類のタスク、224種類の出力（成果物）が定義されている。
この標準の主な目的は、ソフトウェアの開発や保守に関わる様々なステークホルダー（購入者、提供者、開発者、保守者、操作者、管理者、技術者）に共通の構造を提供し、相互のコミュニケーションを円滑にすることである。そのような共通の言語はうまく定義されたプロセスで確立される。標準自体の構造は柔軟でモジュール性があり、必要な人が必要な部分だけを採用することができるようになっている。この標準の2つの基本原則は、モジュール性と信頼性である。モジュール性とは、定義されたプロセス間の結合度が最小で凝集度が最大となっていることを意味する。信頼性とは、各プロセスの信頼性を確立し、標準を応用したプロジェクトに多くの人々が法的に参加できるものにすることである。
プロセス、活動、タスクはソフトウェアプロジェクトに適用可能である。プロセスは3種類に分類されている。
基本プロセス購入プロセス（発注プロセス）、提供プロセス、開発プロセス、運用プロセス、保守プロセス
サポートプロセス文書化プロセス、構成プロセス、品質保証プロセス、検証プロセス、評価プロセス、ジョイントレビュープロセス、報告プロセス、問題解決プロセス
組織プロセス管理プロセス、基盤プロセス、改善プロセス、訓練プロセス

## 改訂歴
ISO/IEC/IEEE 12207は次の改訂歴をもつ。
| 名称                                                                                               | 発行年  | 対応JIS         |
| -------------------------------------------------------------------------------------------------- | ------- | --------------- |
| ISO/IEC/IEEE 12207:2017 Systems and software engineering — Software life cycle processes           | 2017-11 | JIS X 0160:2021 |
| ISO/IEC 12207:2008 Systems and software engineering — Software life cycle processes                | 2008-02 | JIS X 0160:2012 |
| ISO/IEC 12207:1995/AMD 2:2004 Information technology — Software life cycle processes — Amendment 2 | 2004-11 |                 |
| ISO/IEC 12207:1995/AMD 1:2002 Information technology — Software life cycle processes — Amendment 1 | 2002-05 |                 |
| ISO/IEC 12207:1995 Information technology — Software life cycle processes                          | 1995-07 |                 |